# Boris Petrowitsch Michailow
Boris Petrowitsch Michailow (russisch Борис Петрович Михайлов; * 6. Oktober 1944 in Moskau, Russische SFSR) ist ein ehemaliger sowjetisch-russischer Eishockeyspieler und ‑trainer. Sein Sohn Jegor Borissowitsch ist ebenfalls Eishockeyspieler.

## Karriere
Boris Michailow wurde am 6. Oktober 1944 in Moskau geboren. Sein Vater war Klempner und seine Mutter arbeitete in der Tabakfabrik Java. Die Familie lebte in Armut. Sein Vater bestrafte Boris und seine Brüder für geringste Vergehen hart. Die Erfahrungen, Schmerzen und Schläge zu ertragen, halfen Michailow, ein starker und kämpferischer Eishockeyspieler zu werden. Im Alter von 10 Jahren starb sein Vater und die Mutter musste die Familie allein ernähren.
Schon früh wurde klar, welches Ausnahmetalent Michailow war. Trotz seiner, für einen Eishockeyspieler, geringen Körpergröße konnte er sich von Beginn an in allen Mannschaften durchsetzen und Respekt verschaffen. Zuerst in der Wohnblock-Mannschaft seiner Heimatstadt, danach im Junioren-Stadtteilklub (im Stadion «Трудовые резервы»), bis er bei Awangard Saratow spielte. Mit 19 Jahren gab er dann sein Debüt in der sowjetischen Eishockeyliga (Klass A) bei Lokomotive Moskau.
Nach zwei Jahren bei Lokomotive trat Michailow 1967 seinen Militärdienst an und der damalige ZSKA-Trainer Anatoli Tarassow holte ihn zu ZSKA Moskau. Zunächst spielte Michailow mit Wladimir Petrow und Weniamin Alexandrow in einer Sturmreihe. Kurze Zeit später wurde Alexandrow durch Waleri Charlamow abgelöst. Charlamow, Petrow und Michailow bildeten über viele Jahre die erste Sturmreihe des ZSKA und der sowjetischen Nationalmannschaft. Diese entwickelte sich in den 1970er und 1980er Jahren zur besten Angriffsreihe der Welt und ging zeitlich der späteren KLM-Reihe voraus.
Michailow gewann mit dem ZSKA in der sowjetischen Liga elf Meistertitel und zehnmal den Europapokal. 1979 wurde er zu Europas Spieler des Jahres gewählt. Man gab ihm den Spitznamen Puckmaschine.
Mit der sowjetischen Nationalmannschaft gewann er bei den Olympischen Spielen zwei Goldmedaillen (1972, 1976) und eine Silbermedaille (1980). Beim letztgenannten Turnier fand das legendäre Spiel (Miracle on Ice) gegen die USA statt, welches 4:3 verloren wurde.
Des Weiteren gewann er mit der sowjetischen Nationalmannschaft acht von elf Weltmeisterschaften und sieben Europameisterschaften. Über viele Jahre war er sowohl unter Anatoli Tarassow, als auch unter Wiktor Tichonow Kapitän der Nationalmannschaft.
Er wurde 1974 und 1977 WM-Torschützenkönig und bester WM-Stürmer und wurde außerdem 1973 und 1979 in das WM-All-Star-Team gewählt. 1979 wurde Michailow von der russischen Tageszeitung Iswestija mit dem goldenen Schläger als bester europäischer Spieler des Jahres ausgezeichnet.
Im September 1980 absolvierte er sein letztes Länderspiel für die Sowjetunion. Im Rahmen des Iswestija-Pokals 1980 im Sportpalast Luschniki vor 14.000 Zuschauern wurde er verabschiedet und von seinen Mitspielern bei einer Ehrenrunde auf den Schultern getragen. Er beendete seine aktive Karriere 1981 und wurde Cheftrainer des SKA Leningrad.
Die Saison 1991/92 verbrachte er in der Schweiz und trainierte dort die heutigen Rapperswil-Jona Lakers. Doch schon 1992 zog es ihn zurück nach zum SKA Sankt Petersburg. Ein Jahr später übernahm er als Cheftrainer die russische Nationalmannschaft. Mit Erfolg, denn in diesem Jahr wurden die Russen Weltmeister. In den Jahren 1994 und 1995 konnte die russische Mannschaft an diesen Erfolg nicht mehr anknüpfen: Sie wurde jeweils nur Fünfter. Zu viele Spieler gingen nach Öffnung der Grenzen in die USA oder nach Kanada, um dort in der NHL zu spielen. Michailow wurde seines Traineramtes enthoben, doch schon 2001 holte man ihn wieder zurück.
Nachdem seine Mannschaft nur einen enttäuschenden sechsten Platz bei der Weltmeisterschaft 2001 erreichen konnte, musste er seinen Stuhl für Wjatscheslaw Fetissow räumen, der das Amt zu den Olympischen Winterspielen 2002 übernahm. Bei der WM 2002 stand Michailow erneut an der Bande der Nationalmannschaft und wurde trotz eines erreichten Vize-Weltmeistertitels wieder abgelöst.
2000 wurde er mit der Aufnahme in die IIHF Hall of Fame geehrt. 2005 wurde er erneut als Trainer der russischen Mannschaft gehandelt, da Tichonow entlassen wurde und die Russen unter Michailow 2002 ihr bestes Ergebnis in der jüngeren Vergangenheit erzielen konnten. Letztlich wurde er Assistenztrainer von Wladimir Jursinow und gewann mit dem Nationalteam die Bronzemedaille bei der Weltmeisterschaft 2005.

## Erfolge und Auszeichnungen
- 2000 Aufnahme in die IIHF Hall of Fame
- 2004 Aufnahme in die russische Eishockey-Ruhmeshalle

### Sowjetunion
- Sowjetischer Meister 1968, 1970 bis 1973, 1975, 1977 bis 1981 mit ZSKA Moskau
- Sowjetischer Pokalsieger 1968, 1969, 1973, 1974, 1975, 1976, 1977 und 1979 mit ZSKA Moskau
- Toptorjäger der Wysschaja Liga 1975, 1976 und 1978
- MVP der sowjetischen Liga 1978, 1979
- All-Stars-Team der sowjetischen Liga 1969, 1973, 1974, 1975, 1977, 1978, 1979

### International
- Goldmedaille bei den Weltmeisterschaften 1969, 1970, 1971, 1973, 1974, 1975, 1978, 1979
- Silbermedaille bei den Weltmeisterschaften 1972 und 1976
- Bronzemedaille bei der Eishockey-Weltmeisterschaft 1977
- Goldmedaille bei den Olympischen Spielen 1972, 1976
- Silbermedaille bei den Olympischen Spielen 1980
- Europa-Pokalsieger 1969, 1970, 1971, 1972, 1973, 1974, 1976, 1978, 1979, 1980 und 1981 mit ZSKA Moskau
- Bester Stürmer der Weltmeisterschaft 1973 und 1979
- Topscorer der Weltmeisterschaft 1974
- Toptorjäger der Weltmeisterschaft 1977, 1978
- All-Star-Team der Weltmeisterschaften 1973, 1979

### Orden und Medaillen
- Medaille „Für heldenmütige Arbeit“ 1969
- Verdienter Meister des Sports der UdSSR 1969
- Ehrenzeichen der Sowjetunion 1972
- Orden des Roten Banners der Arbeit 1975
- Leninorden 1978
- Orden der Freundschaft
- Orden der Ehre
- Verdienstorden für das Vaterland IV. Klasse 2004

### Als Trainer
- 1993 Goldmedaille bei der Weltmeisterschaft
- 2002 Silbermedaille bei der Weltmeisterschaft
- 2005 Bronzemedaille bei der Weltmeisterschaft

## Karrierestatistik
(Legende zur Spielerstatistik: Sp oder GP = absolvierte Spiele; T oder G = erzielte Tore; V oder A = erzielte Assists; Pkt oder Pts = erzielte Scorerpunkte; SM oder PIM = erhaltene Strafminuten; +/− = Plus/Minus-Bilanz; PP = erzielte Überzahltore; SH = erzielte Unterzahltore; GW = erzielte Siegtore; 1 Play-downs/Relegation; Kursiv: Statistik nicht vollständig)